# Оттендорф-Окрілла
Оттендорф-Окрілла (нім. Ottendorf-Okrilla) — громада в Німеччині, розташована в землі Саксонія. Входить до складу району Бауцен.
Площа — 25,88 км2. Населення становить 9942 ос. (станом на 31 грудня 2020).